# Vesicularia dubyana
Vesicularia dubyana é uma espécie de musgo nativa da Ásia. É bastante usado no Aquarismo. A espécie foi batizada em homenagem ao botânico suíço Jean Étienne Duby.

## Descrição
A espécie é monóica e perene, com caule irregularmente ramificado. Na natureza, é encontrado em solos, rochas e troncos de árvores.

## Cultivo e usos
No comércio de aquários, o musgo de Java pode se referir a V. dubyana ou a Taxiphyllum barbieri ambas as espécies são de difícil distinção. Embora V. dubyana tenha sido a primeira espécie a ser chamada de 'musgo de Java', foi suplantada em popularidade por T. barbieri . Foi introduzido pela primeira vez aos aquaristas em 1933.
V. dubyana é um musgo bastnte resistente podendo tolerar temperaturas entre 15-20°C, pouca luz e diferentes pH. Podendo inclusive suportar água salobras . Ele se propaga e forma esporófitos, mesmo quando totalmente submerso.